# Лігво левів

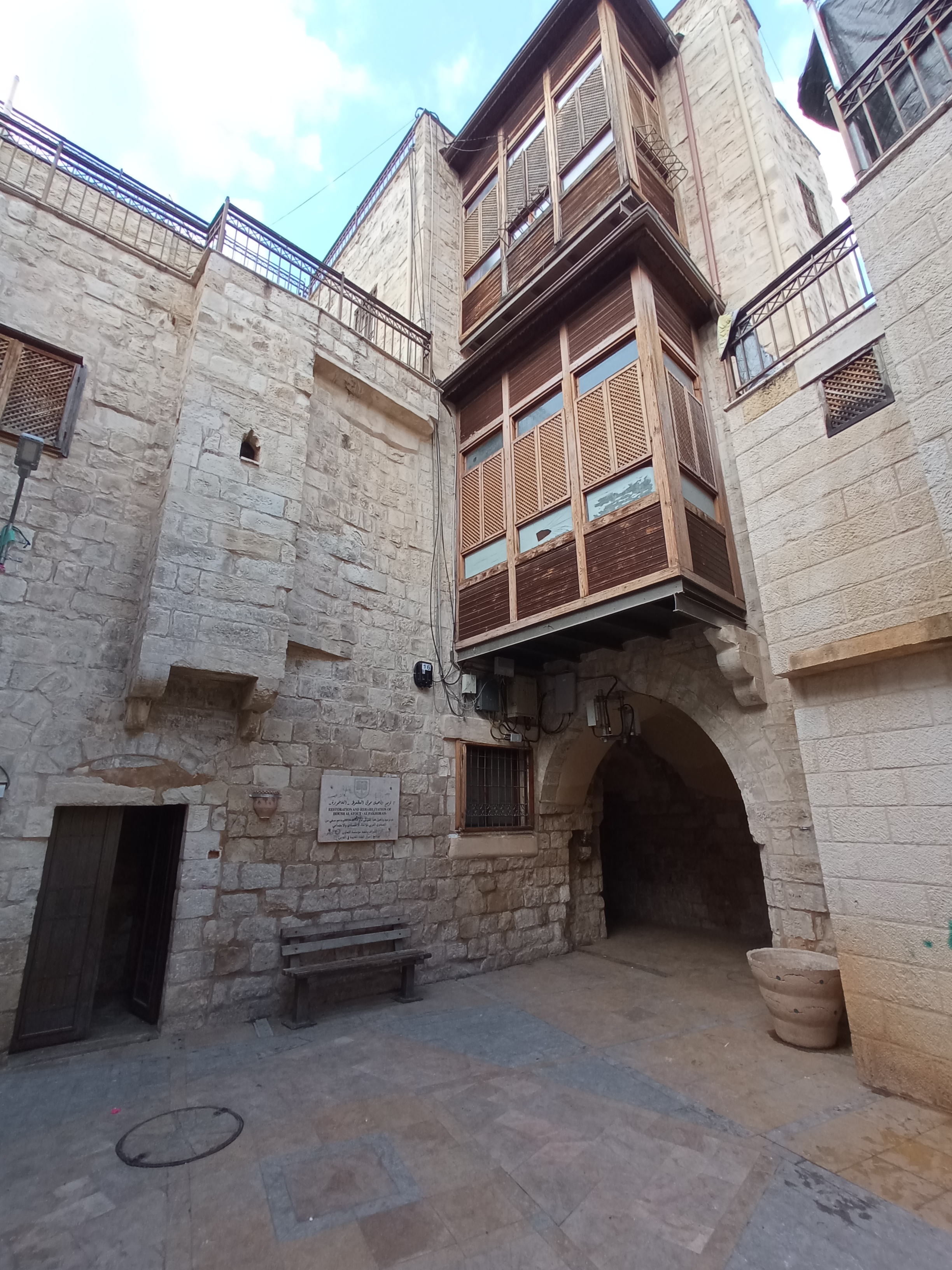
Штаб-квартира Лігво левів — Старе місто Наблуса

Лігво левів (араб. عرين الأسود, трансліт. ʿArīn al-ʾUsud) — збройна палестинська організація, діюча на західному березі річки Йордан.
Группа виникла в серпні 2022 року після вбивства ізраїльськими військами Ібрагима аль-Набулсі, бойовика з Наблуса за позивним «Лев Наблусу». За повідомленнями, група базується в Старому місті Наблуса.
Організація була заснована 25-річним палестинцем на ім'я Мохаммед аль-Азізі, більш відомим як Абу Салех, і його другом Абдель Рахман Субох або Абу Адам, якому 28 років. Вони були вбиті в бою у липні 2022 року.